# Achias fulviceps
Achias fulviceps är en tvåvingeart som beskrevs av de Meijere 1913. Achias fulviceps ingår i släktet Achias och familjen bredmunsflugor. Inga underarter finns listade i Catalogue of Life.